# Franciszek Faliński

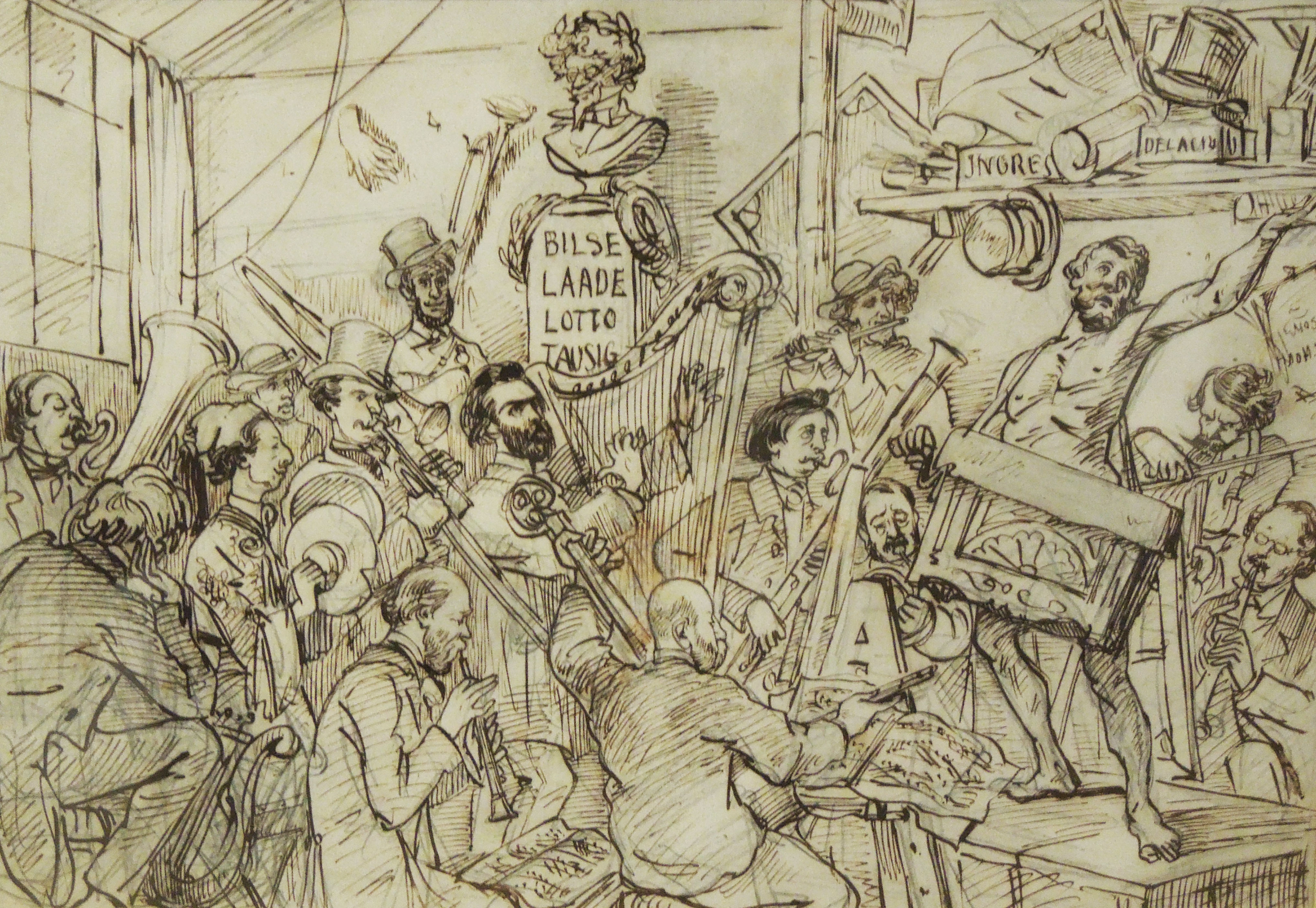
F. Faliński (w okularach, w prawym dolnym rogu) na rysunku Juliusza Kossaka pt. Orkiestra artystów

Franciszek Faliński, znany też pod imieniem Stefan (ur. ok. 1815, zm. 4 marca 1887 w Paryżu) – polski malarz, powstaniec listopadowy.
Jako nastolatek wziął udział w stopniu podoficera w powstaniu listopadowym, po upadku którego uciekł do Francji, gdzie zamieszkał w Paryżu i tam tworzył. Odnotowano w źródłach kilkadziesiąt jego obrazów, głównie pejzaży oraz portretów. Obrazy jego autorstwa znajdują się w zbiorach Muzeum Narodowego w Warszawie, Muzeum Narodowego w Krakowie, Lwowskiej Galerii Sztuki i Muzeum Chopina. Został przedstawiony na rysunku Juliusza Kossaka pt. Orkiestra artystów.
Od 1835 do 1837 był członkiem Towarzystwa Demokratycznego Polskiego.